# Лавци (община Ресен)
Вижте пояснителната страница за други значения на Лавци.
Лавци или Лахци или книжовно Влашци (на македонска литературна норма: Лавци) е село в община Ресен, Северна Македония.

## География
Селото е разположено на юг от град Ресен, по източните склонове на Галичица като на изток от самото село се разтила Ресенкото поле.

## История
В 1468 година Влашци е мюлк. Регистрирани са Никола, син на Мано; Радоя, син на Богьол; поп Петре; Томко (или Думко), зет на Васил; Йован, син на Томко; Дуйко, сиромах; Димитри Приезда; Миле, син на Стале; Радан, сиромах; Радослав, Сърбин; Раде, сиромах; Никола, син на Мануил; Крайо, брат на Добре; Миле, син на Бојко; Петко, син на Гьорго; Божик, сиромах; Драгош Петко; Пейо, син на Драгош; Дуйко, син на Черп; Добре, син на Преспанчанеца; Раде, син на Калугер; вдовица Рада; Димитри, син на Тодор; Димитри, син на Мартин; Никола, син на Димитри; Музак, син на Черп; Велко, син на Черп; Стайко, говедар; Бойко, син на Драго; Пройо, син на Пейо; Миле, син на Черп, зет на Димче; Никола, син на Димитри. Семействата са 33, вдовици 1 или общо 169 жители, които плащат 3788 акчета данък - 1200 само ушур за лозе и 825 акчета за испенче. Плащат за лен, копринена буба, свине и улища, бостан, сватбарена и ниябет. В 1568 година селото брои 192 жители.
В преброителен дефтер от 1519 година Влашци е с 98 християнски ханета, 4 вдовици християнки и 10 ергени християни, а в дефтер от 1583 с 93 християнски ханета, 38 ергени християни и 1 мюсюлманин, притежател на бащиния.
В XIX век Лавци е село в Битолска кааза, Нахия Горна Преспа на Османската империя. В „Етнография на вилаетите Адрианопол, Монастир и Салоника“, издадена в Константинопол в 1878 година и отразяваща статистиката на населението от 1873 година, Вланца (Vlantza) е посочено като село с 12 домакинства и 30 жители българи, а Лéхочи (Lehotchi) - като село с 14 домакинства и 28 жители мюсюлмани.
Според статистиката на Васил Кънчов („Македония. Етнография и статистика“) от 1900 година Лахци има 276 жители, от които 120 българи християни, 150 турци и 6 арнаути мохамедани.
По време на Илинденското въстание селото е нападнато от турски аскер на 21 август 1903 година, изгорени са 16 къщи, отвлечен е целият добитък и е убит 60-годишният Тасе Ристев. От селото като четник във въстанието загива Видин Лазов.
В началото на XX век жителите на селото е под върховенството на Българската екзархия. По данни на секретаря на екзархията Димитър Мишев („La Macédoine et sa Population Chrétienne“) през 1905 година в Лахци има 88 българи екзархисти.
Според преброяването от 2002 година селото има 134 жители, от които:
| Националност     | Всичко |
| северномакедонци | 18     |
| албанци          | 2      |
| турци            | 113    |
| роми             | 0      |
| власи            | 0      |
| сърби            | 0      |
| бошняци          | 0      |
| други            | 1      |